# Чиф-петти-офицер

Знак различия чиф-петти офицера II-го класса (OR-8) Канадских ВМС

Чиф-петти-офицер (англицизм от Chief Petty Officer, CPO) — воинское звание петти-офицеров Военно-морских сил США, Королевского военно-морского флота Великобритании и Королевского канадского военно-морского флота.

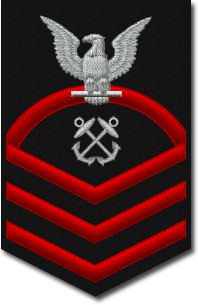
Нашивка чиф-петти-офицера ВМС США и Береговой охраны США

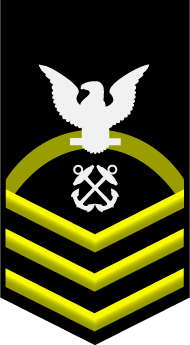
Нашивка чиф-петти-офицера ВМС США с золотыми шевронами и лентой за безупречную 12-летнюю службу на флоте

## США
В Военно-морских силах и Береговой охране США это звание относится к седьмой ступени военной иерархии (E-7) и располагается ниже воинского звания старший чиф-петти-офицер и выше воинского звания петти-офицер I класса.
В ВМС звание чиф-петти-офицера было введено 1 апреля 1893 года, в Береговой охране — 18 мая 1920 года.

### Знаки различия
Знаком различия чиф-петти-офицера является нарукавная нашивка с орлом, которая размещается выше эмблемы специалиста флота и трёх лент-шевронов, углы верхнего шеврона соединяются лентой-дужкой. На белых мундирах орёл, эмблемы специалиста и шевроны тёмно-синего цвета. На темно-синей (чёрной) форме орёл и эмблемы специалиста белые, а шевроны имеют красный цвет. Если чиф-петти-офицер прослужил в ВМС 12 лет и более и имеет отличное поведение, то на нарукавной нашивке он носит золотые шевроны и ленту. В Береговой охране носится только лента, без золотого шеврона.
На рабочей форме одежды, а также на камуфляжной форме ВМС, используются эмблемы специалиста и знаки различия приглушённых тонов без цветовых оттенков.